# Olivier Liron
Pour les articles homonymes, voir Liron.
Œuvres principales
•	Danse d'atomes d'or (2016)
•	Einstein, le sexe et moi (2018)
•	Le livre de Neige (2022)
•	Eloge des mousses (2025)
Olivier Liron, né en 1987 à Melun, est un écrivain, poète et enseignant français. Il obtient le Grand Prix des Blogueurs littéraires en 2018 avec son deuxième roman, Einstein, le sexe et moi.

## Biographie
Olivier Liron a une formation de pianiste en conservatoire. Après une hypokhâgne lettres et sciences sociales au lycée Jacques-Amyot (Melun), puis une khâgne moderne au lycée Balzac (Paris), il est reçu au concours de l'École normale supérieure, option lettres modernes. Il étudie ensuite l'espagnol et l'histoire de l'art à l'université Complutense de Madrid puis est reçu à l'agrégation d'espagnol. Il enseigne la littérature à l'université Paris 3-Sorbonne Nouvelle de 2011 à 2014. En 2015, il se forme à la danse contemporaine à l'École du Jeu et à l'interprétation dramatique au cours Cochet. En 2017, il fait partie des auteurs sélectionnés à la Fémis pour l'adaptation cinématographique de son roman Danse d'atomes d'or.
Il est l'auteur de romans, de nouvelles, de scénarios, de pièces de théâtre et de fictions sonores. Olivier Liron voit son premier roman publié en 2016, Danse d'atomes d'or (Alma). Le roman, sélectionné pour une dizaine de prix littéraires, reçoit un bon accueil du public,. Son deuxième roman, Einstein, le sexe et moi (Alma), sort à la rentrée littéraire 2018 et reçoit rapidement un grand succès de librairies comme critique,,,,. Il est lauréat du Grand Prix des Blogueurs littéraires 2018 et finaliste la même année du Prix Femina et du Grand prix des lectrices de Elle.
Olivier Liron écrit également des nouvelles pour la revue Décapage et l'Opéra de Paris, ainsi que des fictions sonores pour le Centre Pompidou.
Pour le théâtre, il écrit la pièce La Vraie Vie d'Olivier Liron, dans laquelle il interprète son propre rôle. La pièce est créée en 2016 puis se joue en tournée en France et en Belgique. Ses deux romans, Danse d'atomes d'or et Einstein, le sexe et moi ont aussi fait l'objet d'adaptations théâtrales.  
Son troisième roman, Le livre de Neige (Gallimard), est finaliste du prix Madame Figaro. En 2023, il publie l'essai La stratégie de la sardine (Robert Laffont), qui reçoit un accueil critique favorable,. 
Il publie en 2025 l'essai Éloge des mousses, aux éditions Rivages,.

## Anecdote
En 2012, il remporte à 5 reprises l'émission télévisée Questions pour un super champion, expérience dont il s'inspire pour écrire le roman Einstein, le sexe et moi,,,.

## Distinctions littéraires
- Lauréat du Grand Prix des Blogueurs littéraires 2018
- Lauréat du Prix littéraire des lycéens des Pays de la Loire[16],[17]
- Finaliste du Grand prix de l'héroïne Madame Figaro 2022[18]
- Finaliste du Prix Femina 2018
- Finaliste du Grand prix des lectrices de Elle 2018

## Œuvres

### Fiction
- Danse d'atomes d'or, Alma, 2016, Folio, 2024.
- Einstein, le sexe et moi, Alma, 2018 ; Points, 2019.
- Le livre de Neige, Gallimard, 2022[19],[20] ; Folio, 2023[21].
- Contrôle, nouvelle, Zone critique, "Vrilles", 2024.

### Essais
- La stratégie de la sardine, Robert Laffont, 2023[22].
- Éloge des mousses, Rivages, 2025[23].

### Poésie
- Paysage avec koalas, Corlevour, 2024[24].
- Pas tout à fait la lumière du soir, Pneumatiques, 2024.

### Théâtre
- La vraie vie d'Olivier Liron, 2016, Festival SITU, Veules-les-Roses, Théâtre de Vanves, Théâtre Varia[25],[26].

### Ouvrages collectifs
- La bibliothèque des écrivains : Le livre qui a changé leur vie, Flammarion, 2021.
- Amérique latine, Plon, 2022.
- À nos amies, Charleston, 2023.